# Erebia
Erebia is een holarctisch geslacht van vlinders uit de familie Nymphalidae en de onderfamilie Satyrinae. Het geslacht telt zo'n negentig tot honderd soorten. Er is echter regelmatig flinke verwarring en discussie over de indeling. De publicaties hierover volgen elkaar snel op, zodat het moeilijk is up to date te zijn. 
De vlinders zijn meestal donkerbruin tot zwart met oranje of gele vlekken of banden met zwarte stippen (oogvlekken). Veel soorten komen voor in koude gebieden.

## Soorten
- Erebia aethiopella (Hoffmannsegg, 1806)
- Erebia aethiops (Esper, 1777)
- Erebia ajanensis Ménétriés, 1857
- Erebia alberganus (Prunner, 1798)
- Erebia albiligata (Goltz, 1939)
- Erebia alcmena Grum-Grshimailo, 1891
- Erebia alini (Bang-Haas, 1937)
- Erebia anyuica Kurenzov, 1966
- Erebia arctica R.Poppius, 1906
- Erebia arete Fabricius, 1787
- Erebia atramentaria O.Bang-Haas, 1927
- Erebia avinoffi Holland, 1930
- Erebia batanga (Goltz, 1939)
- Erebia boreomontanum Sedykh, 1979
- Erebia butleri Fereday, 1872
- Erebia calcaria Lorković, 1949
- Erebia callias Edwards, 1871
- Erebia carpathicola Popescu-Gorj, 1959
- Erebia cassioides (Reiner & Hohenwarth, 1792)
- Erebia christi Rätzer, 1890
- Erebia claudina (Borkhausen, 1789)
- Erebia cyclopius (Eversmann, 1844)
- Erebia dabanensis Erschoff, 1871
- Erebia disa (Thunberg, 1791)
- Erebia discoidalis Kirby, 1837
- Erebia dromulus Staudinger, 1901
- Erebia edda Ménétriés, 1851
- Erebia embla (Thunberg, 1791)
- Erebia epiphron (Knoch, 1783)
- Erebia epipsodea Butler, 1868
- Erebia epistygne (Hübner, 1819)
- Erebia erinna Staudinger, 1894
- Erebia erinnyn Warren, 1932
- Erebia eriphyle (Freyer, 1836)
- Erebia eugenia Churkin, 2000
- Erebia euryale (Esper, 1805)
- Erebia fasciata Butler, 1868
- Erebia flavofasciata Heyne, 1895
- Erebia fletcheri Elwes, 1899
- Erebia fruhstorferi Warren, 1933
- Erebia goante (Prunner, 1798) - Marmererebia
- Erebia gorge (Esper, 1805)
- Erebia gorgone Boisduval, 1833
- Erebia graucasica Jachontov, 1909
- Erebia grina Ehrlich, 1952
- Erebia haberhaueri Staudinger, 1881
- Erebia hades Staudinger, 1882
- Erebia hecuba Prola G. & G., 1940
- Erebia herscheli Leussler, 1935
- Erebia herse Grum-Grshimailo, 1891
- Erebia hewitsonii Lederer, 1864
- Erebia hispania Butler, 1868
- Erebia ignota Higgins, 1930
- Erebia inuitica Wyatt, 1966
- Erebia iranica Grum-Grshimailo, 1895
- Erebia jeniseiensis Trybom, 1877
- Erebia kalmuka Alphéraky, 1881
- Erebia kefersteinii Eversmann, 1851
- Erebia kindermanni Staudinger, 1881
- Erebia koenigi Goltz, 1938
- Erebia koszhantschikovi Scheljushko, 1925
- Erebia kotzschae Goltz, 1937
- Erebia kwanbozana Doi & Cho, 1934
- Erebia lafontainei (Troubridge & Philip, 1983)
- Erebia lappona Thunberg, 1791
- Erebia lefebvrei (Boisduval, 1828)
- Erebia ligea (Linnaeus, 1758)
- Erebia loibli Haig-Thomas, 1930
- Erebia ludlowi Warren, 1952
- Erebia mackinleyensis (Gunder, 1932)
- Erebia magdalena Strecker, 1880
- Erebia mancinus Doubleday, 1849
- Erebia manto (Schiffermüller, 1775)
- Erebia maracandica Erschoff, 1874
- Erebia maurisius Lukhtanov & Lukhtanov, 1994
- Erebia medusa (Fabricius, 1787) - Voorjaarserebia
- Erebia melampus (Fuessli, 1775)
- Erebia melancholica Herrich-Schäffer, 1846
- Erebia melas (Herbst, 1796)
- Erebia meolans (Prunner, 1798)
- Erebia merula Hewitson, 1875
- Erebia meta Staudinger, 1886
- Erebia mnestra (Hübner, 1804)
- Erebia montana  (de Prunner, 1798)
- Erebia neoridas (Boisduval, 1828)
- Erebia nerine (Böber, 1809)
- Erebia nero Staudinger, 1894
- Erebia nigra Cosmovici, 1892
- Erebia nikitini Mori & Chô, 1938
- Erebia niphonica Janson, 1877
- Erebia nivalis Lorkovic & Lesse, 1954
- Erebia occulta Roos & Kimmich, 1983
- Erebia ocnus (Eversmann, 1843)
- Erebia oeme (Hübner, 1804)
- Erebia orientalis Elwes, 1900
- Erebia ottomana Herrich-Schäffer, 1851
- Erebia palarica Chapman, 1905
- Erebia pandrose (Borkhausen, 1788)
- Erebia parmenio Boeber, 1809
- Erebia pawlowski Ménétriés, 1859
- Erebia pharte (Hübner, 1804)
- Erebia pluto (de Prunner, 1798)
- Erebia polaris (Staudinger, 1871) - Poolerebia
- Erebia progne Grum-Grshimailo, 1890
- Erebia prometheus Tshetverikov, 1937
- Erebia pronoe (Esper, 1780)
- Erebia pyrenaica Herrich-Schäffer, 1844
- Erebia radians Staudinger, 1886
- Erebia regalis Hormuzaki, 1937
- Erebia rhodopensis Nicholl, 1900
- Erebia rondoui Oberthür, 1908
- Erebia rossii (Curtis, 1835)
- Erebia ruricola Leech, 1890
- Erebia rurigena Leech, 1890
- Erebia sachaensis Dubatolov, 1992
- Erebia scipio Boisduval, 1832
- Erebia sedakovii Eversmann, 1847
- Erebia seitzi (Goltz, 1939)
- Erebia semenovi Avinoff, 1910
- Erebia septentrionalis Esaki & Horim, 1929
- Erebia serotina Descimon & de Lesse, 1953
- Erebia shugnana Shchetkin, 1971
- Erebia sibo (Alphéraky, 1881)
- Erebia sofia Strecker, 1881
- Erebia sokolovi Lukhtanov, 1990
- Erebia steckeri Holland, 1930
- Erebia sthennyo Graslin, 1850
- Erebia stirius (Godart, 1824)
- Erebia stubbendorfii Ménétriés, 1846
- Erebia styx (Freyer, 1834)
- Erebia subtripicta Hoffmann, 1950
- Erebia sudetica Staudinger, 1861
- Erebia szetschwana Goltz, 1934
- Erebia theano (Tauscher, 1806)
- Erebia tianschanica Heyne, 1894
- Erebia transcaucasica Warren, 1950
- Erebia triaria (de Prunner, 1798) - Zuidelijke erebia
- Erebia tristis Bremer, 1861
- Erebia troubridgei (Dubatolov, 1992)
- Erebia tryphaera Fruhstorfer, 1918
- Erebia tundra Staudinger, 1888
- Erebia turanica Erschoff, 1877
- Erebia turatii Fruhstorfer, 1918
- Erebia tyndarus (Esper, 1781)
- Erebia usgentensis Heyne, 1894
- Erebia vidleri Elwes, 1898
- Erebia wanga Bremer, 1864
- Erebia youngi Holland, 1900
- Erebia zapateri Oberthür, 1875